# Carpophage de Baker
Ducula bakeri
Espèce
Statut de conservation UICN

 VU C2a(i) : Vulnérable

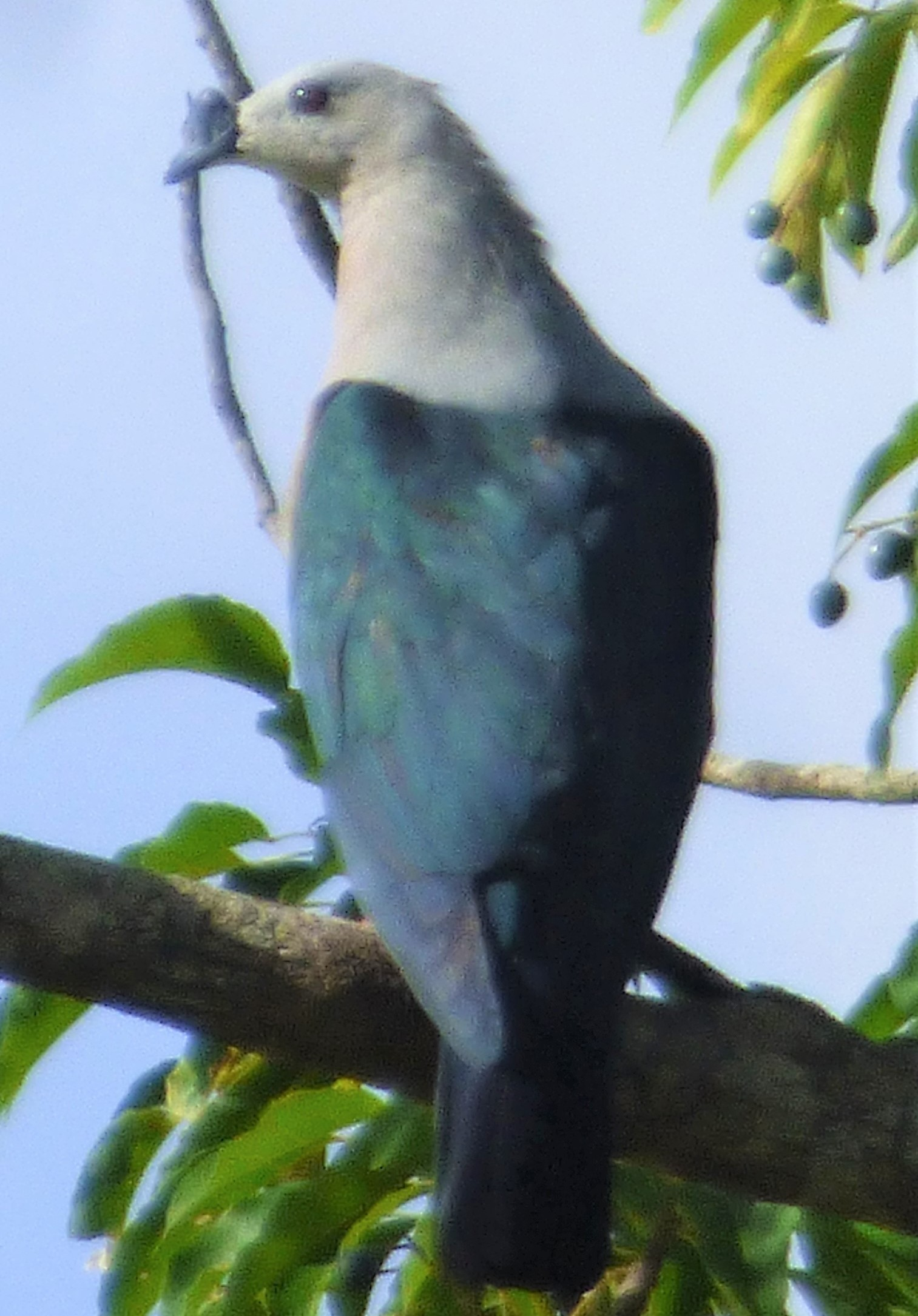

Le Carpophage de Baker (Ducula bakeri) est une espèce d'oiseaux appartenant à la famille des  Columbidae.

## Description
Cet oiseau mesure 38 à 40 cm de longueur.
La tête est gris ardoise pâle, plus claire encore au niveau du front et de la gorge. Le manteau, les ailes et la queue sont gris ardoise foncé. Le collier, le dos et la poitrine sont châtain foncé avec une légère teinte pourpre métallique. L'abdomen est brun roux. Les sous-caudales sont cannelle. Les iris sont jaunes, les cercles oculaires et les pattes rouges. Le bec est noir.
La femelle est un peu plus petite et un peu moins colorée que le mâle.

## Répartition
Cet oiseau vit sur les îles Banks.

## Habitat
Il fréquente les forêts humides au-dessus de 600 m d'altitude.

## Comportement
Cette espèce vit le plus souvent isolément ou en couple.

## Alimentation
Cet oiseau consomme des fruits et des baies dans la canopée.

## Population et conservation
Cet oiseau est vulnérable et décline en raison de la chasse et de la diminution de son habitat.

## Systématique
Cet oiseau constitue une super-espèce avec les Carpophage de Peale, Carpophage de Brenchley et Carpophage géant.